# Polygonum spergulariiforme
Polygonum spergulariiforme là một loài thực vật có hoa trong họ Rau răm. Loài này được Meisn. ex Small miêu tả khoa học đầu tiên năm 1892.